# თ
T’an (თან), este cea de-a opta literă a alfabetului georgian.

## Transliterație
| Literă | Nume | Național | ISO 9984 | Laz | IPA  |
| ------ | ---- | -------- | -------- | --- | ---- |
| თ      | t'an | T t      | T' t'    | T t | /tʰ/ |

## Forme
| asomtavruli | nuskhuri | mkhedruli |
| ----------- | -------- | --------- |
|             |          |           |

## Reprezentare în Unicode
- Asomtavruli Ⴇ : U+10A7
- Mkhedruli și Nuskhuri თ : U+10D7